# 海野螢
海野 螢（うんの ほたる、9月29日生）は、日本の漫画家、同人作家。
東京都出身。私立武蔵高等学校、早稲田大学卒業。男性。血液型A型。主に成年向けの漫画雑誌に作品を発表している。名前は「蛍」ではなく「螢」の表記を用いる。
日本SF作家クラブ所属。

## 略歴
1998年春、フクヤジョウジ名義の、『まりあの受胎』でアフタヌーン四季賞佳作、以降、『月夜に釜を掘り出す』(1998年夏)でアフタヌーン四季賞佳作、『ボクたちのカリスマ』(1998年秋)にてアフタヌーン四季賞佳作、そして1999年春、『オヤスミナサイ』によりアフタヌーン四季賞四季大賞を受賞し、一般誌デビューする。
また、1998年12月には海野螢名義にて『われはロボット』（ふゅーじょんぷろだくと「パイク　戊寅・師走号[1998年12月号, vol.15]」）を発表した。
その後、フクヤジョウジ名義で『アフタヌーンシーズン増刊』（講談社）に『めもり星人』を連載した（全3話）。この作品は後に第4話「夏への扉」を描き下ろして宙出版から海野螢名義にて刊行された。
以降は成年向け雑誌などで活動している。
2003年4月、処女単行本『風の十二方位』を刊行した。
同人では、ももせたまみらと娼学館と講漫社というサークル名で活動した（2003年まで）。2003年以降は「黒鹿亭」に名を改め、主に夏冬のコミケを中心にゲーム・ライトノベル・アニメのパロディ作品などを発表している。
2009年、pixivに登録する。
2014年、星雲賞アート部門にノミネート。
2016年、星雲賞コミック部門に『はごろも姫』がノミネート。
2018年、日本SF作家クラブに入会。

## 人物
作品にはSFの味付けがあることが多く、淡いタッチの叙情的な画面が特徴である。既存のSF小説のネタを用いることも多い。コマ割りには種々の工夫が見られる。また、作品中に登場する少女の描写は大抵貧乳でショートカットである。
海野が駆け出しでまだ数本しか商業で発表していなかった頃、FOX出版の『コミックヒメクリ』創刊に際してオファーがあり、しかもその雑誌では作家が自由に漫画を描けたという。海野は成人向けとしては異色な長編『風の十二法位』を連載し、以降もこういった作風での仕事の依頼が増えたという。
趣味は、サントラ、SF、映画。

## 作品リスト

### 単行本
- 風の十二方位（FOX出版、2003年4月20日発行）
- 少女の異常な愛情（松文館、2003年9月5日発行）
- 空想少女綺譚（宙出版、2004年9月18日発行）
- めもり星人（宙出版、2005年12月21日発行）
- 思春期の終り（富士美出版、2006年10月25日発行）
- 時計じかけのシズク（オークス、2006年12月15日発行）
- マは小悪魔のマ（実業之日本社、2008年9月29日発行）
- 大人の手がまだ触れない（オークス、2008年9月29日発行）
- アンバランスな制服たち（松文館、2009年3月28日発行）
- 新装版 風の十二方位（久保書店、2009年5月10日発行） - リニューアルし巻頭カラーや描き下ろしを追加。
- オールリーフ大進撃（文苑堂、2009年12月24日発行）
- 貧ショージング・ストーリーズ（久保書店、2010年4月10日発行）
- アリスの二つの顔 (上)（松文館、2010年7月8日発行）
- 夢十夜（久保書店、2011年5月30日発行）
- アリスの二つの顔 (中)（松文館、2011年7月28日発行）
- アリスの二つの顔 (下)（松文館、2012年2月28日発行）
- トコの長い午後（ホビージャパン 2013年4月27日発行）
- モウイイカイ？（太田出版 2014年7月17日発行）
- 組曲・子供の情景（久保書店、2014年8月10日発行）
- はごろも姫 (上)（リイド社、2015年10月27日発行） 『コミック乱』連載
- はごろも姫 (下)（リイド社、2015年11月27日発行）
- 不確定性少女（大洋図書、2017年11月11日発行）電子書籍、短編集。
- あるいは秘密でいっぱいの世界（楽楽出版、2022年4月6日発行）

『めもり星人』『オールリーフ大進撃』『トコの長い午後』『はごろも姫』『不確定性少女』以外はすべて成人指定。